# DECmate

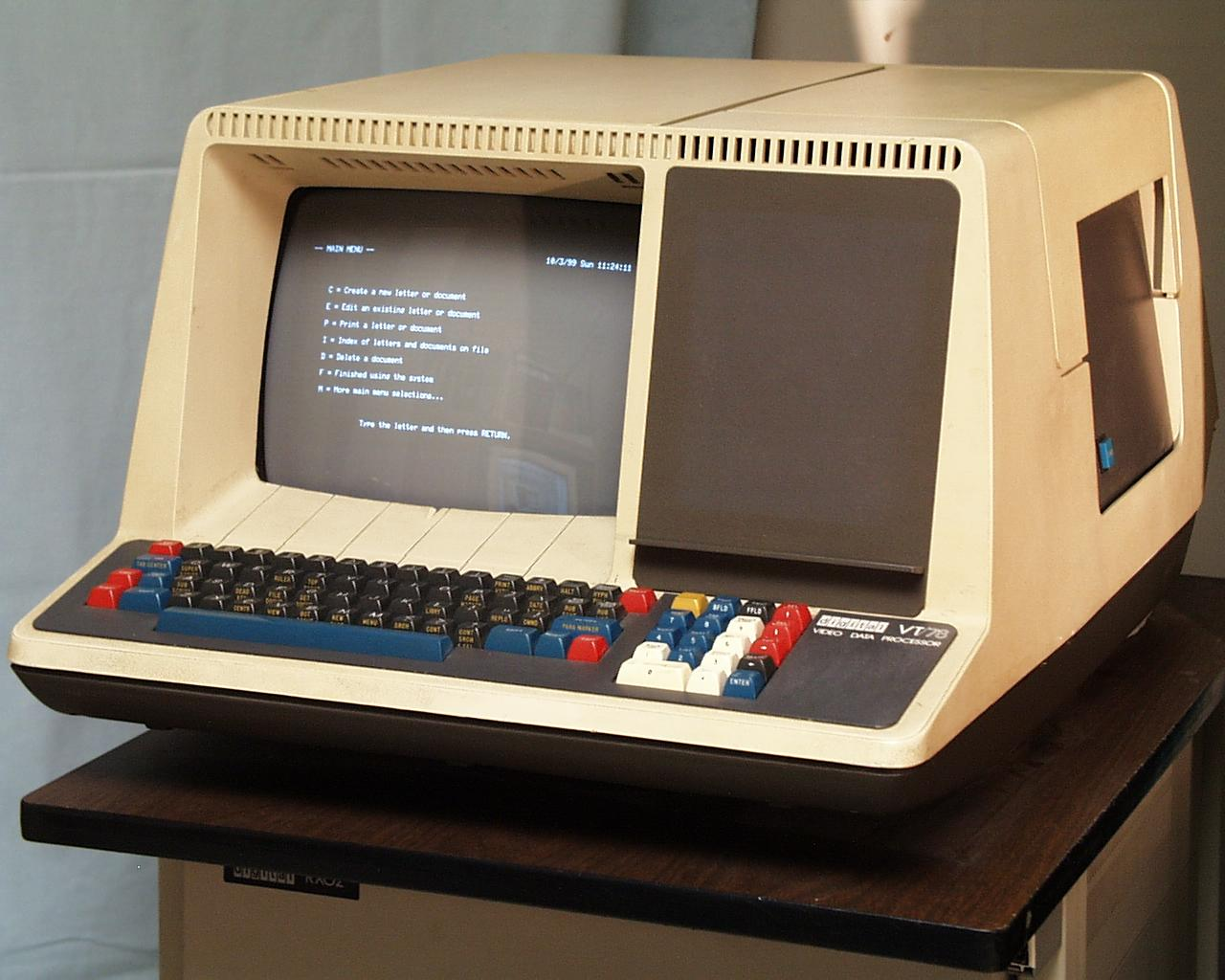
DEC VT78 Video Data Processor: ein PDP-8 in einem VT52-Gehäuse

DECmate war der Name einer Serie PDP-8-kompatibler Computer, die von der Digital Equipment Corporation (DEC) in den späten 1970er und frühen 1980er Jahren hergestellt wurden. Alle Modelle benutzten dabei eine Intersil 6100 (später als Harris 6100 bezeichnet) oder Harris 6120 (eine Verbesserung des Intersil/Harris 6100) als Mikroprozessor zur Emulation der 12-bit DEC PDP-8-CPU. Die Geräte wurden ausschließlich im Textmodus bedient und mit den Betriebssystemen OS/78 oder OS/278, beides Erweiterungen des OS/8 der PDP-8, betrieben. Da die Geräte auf den Markt für Textverarbeitung abzielten, waren sie meist mit dem WPS-8 Textverarbeitungsprogramm ausgestattet. Spätere Modelle hatten optional einen Intel-8080- oder Zilog-Z80-Mikroprozessor und waren damit in der Lage, CP/M auszuführen. Die Computer-Reihe war eine Entwicklung auf Basis des VT78, das im Juli 1977 eingeführt wurde.

## VT78
Im Juli 1977 wurde dieses System auf Basis eines Intersil 6100 Prozessors mit 2,2 MHz in einem VT52 Gehäuse als erstes der Serie eingeführt. In der Standardkonfiguration war ein RX02 Doppellaufwerk für 8-Zoll-Disketten enthalten, welches als Sockel für den Computer diente.

## DECmate
Der Nachfolger des VT78, und das erste Gerät unter der „DECmate“-Serienbezeichnung, war in ein VT100-Gehäuse eingebaut und wurde 1980 eingeführt. Der Prozessortakt betrug jetzt 10 MHz und das System hatte einen Speicher von 32 kWörtern, also 12 mal 1024 Wörter zu 12 Bit. Eine alternative Bezeichnung war VT278.

## DECmate II
Im Kampf um Marktanteile gegen IBM veröffentlichte DEC 1982 dieses Gerät, parallel zum PDP-11-basierten PRO-380 und dem Intel 8088-basierten Rainbow 100. Der DECmate II gleicht äußerlich dem Rainbow 100, benutzt aber intern den 6120 Prozessor. Eine weitere Bezeichnung des DECmate II war PC278.
Ausgestattet war der DECmate II mit dem WPS-8 Textverarbeitungssystem sowie dem Betriebssystem COS-310, unter dem die Programmiersprache DIBOL verfügbar war.
Wie die anderen Geräte der Serie war der DECmate II mit einem monochromen VR201 Monitor im Stil des VT220-Terminals ausgestattet, einer LK201-Tastatur und einem RX50-Doppellaufwerk für einseitige 5,25-Zoll-Disketten mit vierfacher Speicherdichte (400 KByte Kapazität).
Die Speicherausstattung bestand aus 32 kWörtern RAM zur Verwendung durch das Programm und weiteren 32 kWörtern mit Software zur Emulation von Peripheriegeräten. Software in diesem zweiten Speicherbereich wurde mit dem Spitznamen „slushware“ (von engl. „slush“ = „Matsch“) bezeichnet, in Anspielung auf Firmware (engl. „firm“ = „fest“), da diese von Diskette während des Startvorgangs der Maschine eingelesen wurde.
Das Modell konnte vielfach erweitert werden. Als Wechselspeicher standen ein zusätzliches Doppellaufwerk für 5,25-Zoll-Disketten zur Verfügung, ebenso RX01- und RX02-Laufwerke für 8-Zoll-Disketten. Massenspeicher konnte in Form eines Winchester-Laufwerks angeschlossen werden. Über eine Erweiterungskarte mit Koprozessor konnte die Maschine das Betriebssystem CP/M starten, dabei standen drei Karten zur Auswahl: alle drei verfügten über einen Z80-Prozessor, zwei verfügten zusätzlich über einen Intel-8086-Prozessor. Die Speicherausstattung der drei Karten war 64 kB, 256 kB bzw. 512 kB RAM.
Die Produktion des DECmate II wurde 1986 eingestellt, zwei Jahre nach Einführung des Nachfolgemodells DECmate III.

## DECmate III
Eingeführt 1984 zeichnete sich dieses Modell äußerlich durch ein kompakteres Gehäuse und einen Farbmonitor aus, intern durch einen auf 8 MHz beschleunigten Prozessortakt. Unverändert waren ein RX50-Doppellaufwerk für 5,25-Zoll-Disketten und zwei Bänke zu je 32 kWörtern Speicher. Eine alternative Bezeichnung des Geräts war PC238.

## DECmate III+
Ein Jahr nach dem DECmate III erschien eine Erweiterung, die in der Standardkonfiguration bereits über einen Controller für Festplatten verfügte, sonst weitgehend identisch mit dem Basismodell. Der DECmate III+ wurde bis 1990 hergestellt und lief auch unter der Bezeichnung PC24P.

## PDP-8 Kompatibilität
Die Serie der DECmate-Computer war geeignet für die Textverarbeitung, aber auf Grund von verschiedenen Schwächen in der Hardware nicht vollständig kompatibel zu bestehenden Programmen für die PDP-8. Damit war ein starkes Verkaufsargument zu Gunsten der DECmate-Serie gegenüber IBM-PC-Systemen hinfällig.
Der Hintergrund war, dass die Ein-/Ausgabeschnittstellen leicht unterschiedlich arbeiteten, mit der Konsequenz, dass System- und Anwenderprogramme Control-C als Abbruchsignal nicht erkennen und damit nicht sicher beendet werden konnten. Jede Software, anwender- und systemseitig, musste einzeln per Patch an die DECmate-Serie angepasst werden.
Außerdem waren CPU und Bildaufbau merklich langsamer als bei den damals bereits älteren PDP-8 Systemen.